# Temporada 1972-73 de los Buffalo Braves
La temporada 1972-73 fue la tercera de los Buffalo Braves en la NBA. La temporada regular acabó con 21 victorias y 61 derrotas, ocupando el séptimo puesto de la conferencia Este, no logrando clasificarse para los playoffs.

## Elecciones en elDraft
| Ronda | Puesto | Jugador    | Posición  | Nacionalidad   | Universidad    |
| ----- | ------ | ---------- | --------- | -------------- | -------------- |
| 1     | 2      | Bob McAdoo | Ala-Pívot | Estados Unidos | North Carolina |
| 2     | 15     | Harold Fox | Base      | Estados Unidos | Jacksonville   |
| 3     | 32     | Bob Morse  | Alero     | Estados Unidos | Pennsylvania   |

## Temporada regular
| División Atlántico | División Atlántico | División Atlántico | División Atlántico | División Atlántico | División Atlántico | División Atlántico | División Atlántico | División Atlántico |
| Equipo             | G                  | P                  | %                  | PD                 | Casa               | Fuera              | Neutral            | Div                |
| ------------------ | ------------------ | ------------------ | ------------------ | ------------------ | ------------------ | ------------------ | ------------------ | ------------------ |
| y-Boston Celtics   | 68                 | 14                 | .829               | –                  | 33–6               | 32–8               | 3–0                | 18–4               |
| x-New York Knicks  | 57                 | 25                 | .695               | 11                 | 35–6               | 21–18              | 1–1                | 16–6               |
| Buffalo Braves     | 21                 | 61                 | .256               | 47                 | 14–27              | 6–31               | 1–3                | 8–14               |
| Philadelphia 76ers | 9                  | 73                 | .110               | 59                 | 5–26               | 2–36               | 2–11               | 2–20               |

## Estadísticas
| Rk | Jugador        | Edad | P  | PT | MP   | TC  | TCI  | %TC  | TL  | TLI | %TL  | RB   | AS  | FP  | PTS  |
| -- | -------------- | ---- | -- | -- | ---- | --- | ---- | ---- | --- | --- | ---- | ---- | --- | --- | ---- |
| 1  | Bob Kauffman   | 26   | 77 |    | 39.6 | 6.9 | 13.8 | .505 | 3.6 | 4.7 | .780 | 11.1 | 5.1 | 2.7 | 17.5 |
| 2  | Elmore Smith   | 23   | 76 |    | 37.2 | 7.9 | 16.4 | .482 | 2.5 | 4.4 | .558 | 12.4 | 2.5 | 3.9 | 18.3 |
| 3  | Bob McAdoo     | 21   | 80 |    | 32.0 | 7.3 | 16.2 | .452 | 3.4 | 4.4 | .774 | 9.1  | 1.7 | 3.2 | 18.0 |
| 4  | Randy Smith    | 24   | 82 |    | 31.7 | 6.2 | 14.1 | .443 | 2.3 | 3.2 | .727 | 4.8  | 5.1 | 3.0 | 14.8 |
| 5  | Dave Wohl      | 23   | 56 |    | 27.5 | 3.7 | 8.1  | .456 | 1.4 | 1.8 | .790 | 1.6  | 4.6 | 3.3 | 8.8  |
| 6  | John Hummer    | 24   | 66 |    | 23.4 | 3.1 | 7.0  | .444 | 1.7 | 3.1 | .561 | 4.9  | 2.1 | 2.8 | 8.0  |
| 7  | Dick Garrett   | 26   | 78 |    | 23.1 | 4.4 | 10.4 | .419 | 1.2 | 1.4 | .873 | 2.7  | 2.8 | 2.8 | 10.0 |
| 8  | Howard Komives | 31   | 67 |    | 21.9 | 2.4 | 6.4  | .380 | 1.3 | 1.5 | .867 | 1.8  | 3.6 | 2.3 | 6.1  |
| 9  | Bill Hewitt    | 28   | 73 |    | 18.2 | 2.1 | 5.0  | .418 | 0.6 | 1.0 | .554 | 5.0  | 1.5 | 2.1 | 4.7  |
| 10 | Walt Hazzard   | 30   | 9  |    | 14.9 | 2.8 | 6.7  | .417 | 0.3 | 0.7 | .500 | 1.1  | 1.9 | 2.1 | 5.9  |
| 11 | Fred Hilton    | 25   | 59 |    | 12.4 | 3.2 | 8.4  | .387 | 0.7 | 0.9 | .774 | 1.7  | 1.3 | 1.7 | 7.2  |
| 12 | Cornell Warner | 24   | 4  |    | 11.8 | 2.0 | 4.3  | .471 | 0.3 | 0.5 | .500 | 3.8  | 1.5 | 1.5 | 4.3  |
| 13 | Harold Fox     | 23   | 10 |    | 8.4  | 1.2 | 3.2  | .375 | 0.7 | 0.8 | .875 | 0.8  | 1.0 | 0.7 | 3.1  |

## Galardones y récords
| Jugador      | Galardón                                                     |
| Bob McAdoo   | Rookie del Año de la NBA Mejor quinteto de rookies de la NBA |
| Bob Kauffman | All-Star                                                     |